# Cherpumple
Un cherpumple, ou pumple cake est un dessert inspiré par le Turducken dans lequel différentes tartes sont cuites au four dans différents gâteaux, puis sont empilées. Selon Charles Phoenix, créateur du cherpumple et humoriste lié à la culture pop, « cherpumple est la contraction de cerise (cherry), citrouille (pumpkin) et tarte (apple pie). La tarte aux pommes est cuite dans un gâteau aux épices, celle à la citrouille dans un gâteau jaune et celle à la cerise dans un blanc. »
Ce gâteau est un seul dessert combinant toutes les saveurs de plusieurs recettes permettant aux personnes d'en goûter chaque partie en une part. Il y a également d'autres types de cherpumple, avec par exemple la version "cherbluble" dans lequel les tartes aux cerises, aux myrtilles et aux pommes sont cuites au four dans des gâteaux blancs, rouges et bleus. 
La fabrication d'un cherpumple peut prendre jusqu'à trois jours car chaque élément et chaque étage doit refroidir avant d'être assemblé. L'utilisation de tartes industrielles ou surgelées peut améliorer les résultats car leur tenue est supérieure à celle des tartes faites maison.